# Verchojanskgebergte
Het Verchojanskgebergte (Russisch: Верхоянский хребет) bevindt zich in Jakoetië, in Noordoost-Siberië.
Ten noorden en ten zuiden van de Noordpoolcirkel en in het midden van Oost-Siberië liggend, grenst het als deel van het Oost-Siberisch Bergland aan de Laptevzee. In het oosten gaat het gebergte over het dal van de Jana en over het Hoogland van Ojmjakon in het Tsjerskigebergte over. In het zuidoosten heeft het twee uitlopers naar de Zee van Ochotsk toe. In het zuiden sluit het zich aan bij het Dzjoegdzjoergebergte. In het zuidwesten en het westen bevinden zich de dalen van de Aldan en de Lena.
Het ongeveer 1200 kilometer lange hooggebergte kent een parallel verloop met het ongeveer 500 kilometer oostelijker liggende Tsjerskigebergte. In het noorden gaan de toppen tot 2389 meter hoog, in het midden tot 2295 en in het zuiden tot 2959. Het ligt op de breuk tussen de Euraziatische Plaat en de Noord-Amerikaanse Plaat. In het midden van het gebergte ontspringt de Jana, in het zuiden de Indigirka.